# EKS Skra Bełchatów
EKS Skra Bełchatów – wielosekcyjny klub siatkarski, należący do klubu sportowego PGE Skra Bełchatów, występujący w lidze: młodzików, kadetów, kadetek, juniorów i juniorek w województwie łódzkim. Na mocy porozumienia podpisanego 18 maja 2008 z Siatkarzem Wieluń w sezonie 2008/09 Skra II zagrała w II lidze. W 2010 r. część zawodników klubu została przeniesiona do Młodej Ligi, a zespół wycofany z rozgrywek II ligi. W sezonie 2010/2011 żeńska sekcja grała w II lidze.